# 물리학자

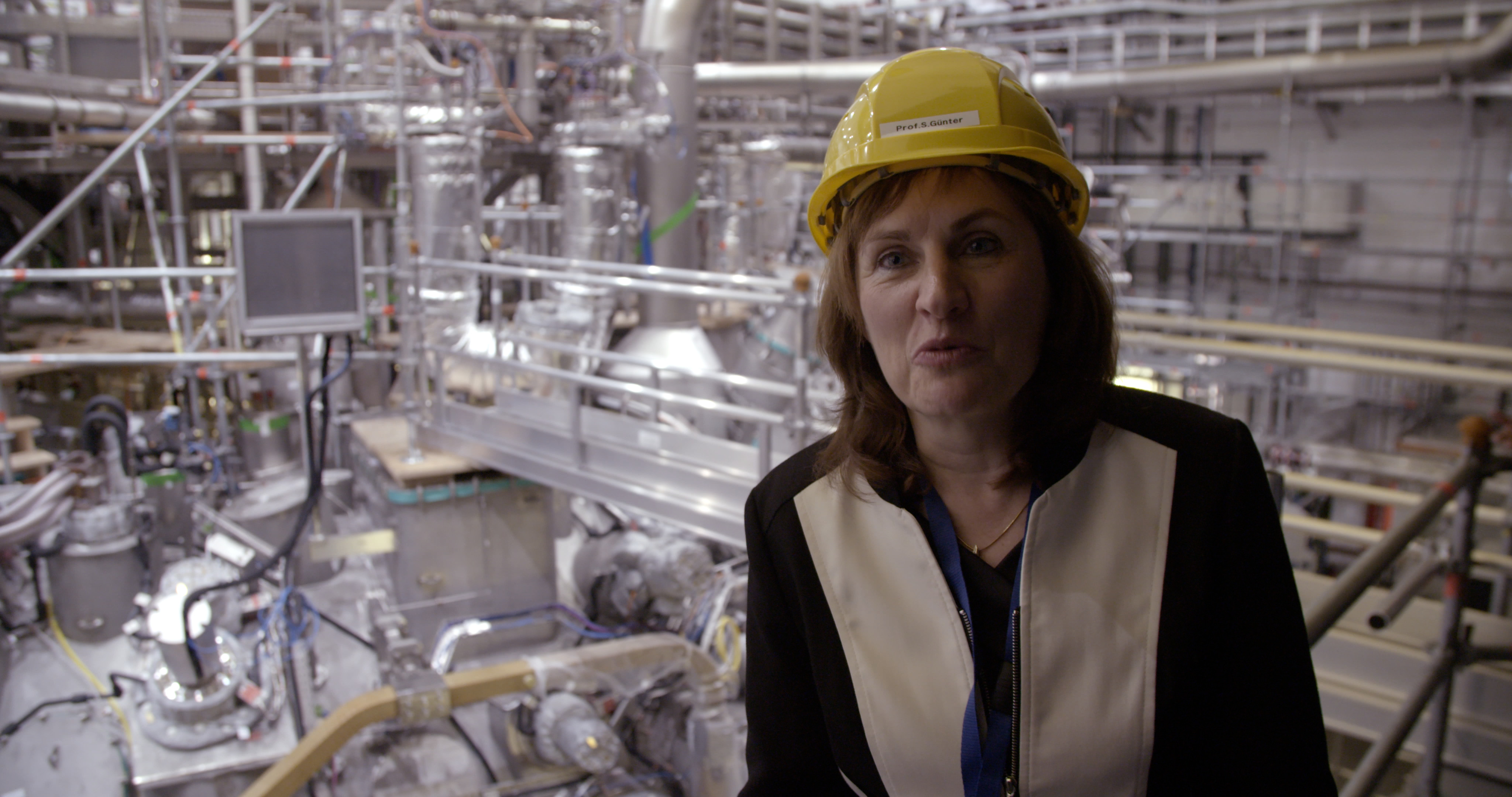

물리학자(物理學者)는 물리학을 연구하는 자연과학자이다. 직업으로서는 연구소의 연구원, 대학의 교수 등이 전형적이며, 분야에 따라 응용분과의 경우 다양한 기업체와 개발직 등의 직종에 포진되어 있다. 특이한 경우로, 금융권을 비롯한 증권 분석가, 컨설턴트 등의 분야에 진출하는 경우도 있다. 물리학자가 되기 위해서는 보통 대학교에서 물리학을 전공하여야 하나, 현대 물리학의 전문성 때문에 대개는 대학원 이상의 공부가 필요하다. 분야에 따라 수학이나 공학에 관해서도 전문성이 어느정도 있어야 한다.
연구소의 연구원은 크게 분야가 실험물리학과 이론물리학으로 나뉘게 되며 대학 산하 연구소, 기업체 연구소 등 다양한 연구직종에서 일하게 된다.
대표적인 물리학자는 영국의 아이작 뉴턴, 제임스 클러크 맥스웰, 어니스트 러더퍼드, 스티븐 호킹, 프랑스의 마리 퀴리, 이탈리아의 갈릴레오 갈릴레이, 엔리코 페르미 독일의 하이젠베르크, 아인슈타인, 미국의 오펜하이머, 에드워드 위튼, 리처드 파인먼, 니콜라 테슬라, 이지도어 라비, 어니스트 로런스  등이 있다.

## 물리학자가 발명한 것들
- 전자총: 브라운관 TV의 기본 장치
- 핵자기 공명장치(MRI)
- 트랜지스터, 반도체
- 레이저 - 시어도르 마인만
- 월드 와이드 웹 - 팀 버너스 리
- 입자가속기(LHC 등)

## 관련 학과
- 물리학과-입자물리학, 원자물리학, 천체물리학, 광물리학, 고체물리학, 생체물리학, 핵물리학, 역학

## 같이 보기
- 물리학
- 노벨 물리학상
- 물리 연구소
- 노벨상